# Y-namn
Y-namn är en i Sverige förekommande benämning på manliga förnamn som slutar på y och som är av engelskt ursprung. Namnen, bildade från smeknamn, var populära förnamn i Sverige under decennierna efter andra världskrigets slut.
På engelska genererar ändelserna -y och -ie diminutiv, så exempelvis kan Johnny tolkas ungefär som ett kärleksfullt lille John; däremot är Tony en sammandragning av Anthony och ingen diminutivform.

## Sociala samband
Y-namn förknippas ofta med män som inte har högre utbildning och med arbetaryrken. En del har fördomar mot dessa grupper och förknippar dem med låg status. Då namnen fortfarande var vanliga på skolbarn associerade lärarna under 1950- och 1960-talet dem ofta med busungar och ungdomsbrottslingar och det sades vara statistiskt belagt att Y-namn var överrepresenterade på fängelser och i brottsstatistik. Temat har behandlats av Ronny Ambjörnsson, som gjorde akademisk karriär efter en uppväxt i traditionell arbetarmiljö.
I en studentuppsats från 2010 menade författarna att de fann ett samband mellan Y-namn och högre kriminell belastning. Det påvisades också att Y-namn var mer vanliga i bostadsområden med lägre socioekonomisk status.

## Exempel på Y-namn i Sverige
- Benny
- Billy
- Bobby
- Bonny
- Charley
- Conny
- Danny
- Denny
- Donny
- Eddy
- Freddy
- Gary
- Harry
- Henry
- Jerry
- Jimmy
- Jo(h)nny
- Kenny
- Kerry
- Larry
- Lenny
- Ronny
- Roy
- Sonny
- Teddy
- Terry
- Timmy
- Timothy
- Tommy
- Tony
- Willy

## Källhänvisningar
1. ↑  Hagström, Charlotte: Man är vad man heter. Namn och identitet, s. 66-67, Stockholm 2006.
2. ↑  Ambjörnsson, Ronny: Mitt förnamn är Ronny.
3. ↑  Segerborg, Söderström: The Y-name Syndrome: Prisons and Prejudice, Handelshögskolan i Stockholm 2010.